# 114991 Balázs
114991 Balázs è un asteroide della fascia principale. Scoperto nel 2003, presenta un'orbita caratterizzata da un semiasse maggiore pari a 2,7753000 UA e da un'eccentricità di 0,0739121, inclinata di 4,33990° rispetto all'eclittica.
È dedicato al fisico ungherese Lajos Balázs.